# Laccogrypota volxemi
Laccogrypota volxemi är en insektsart som beskrevs av Victor Lallemand 1949. Laccogrypota volxemi ingår i släktet Laccogrypota och familjen spottstritar. Inga underarter finns listade i Catalogue of Life.